# Mãos Que Ajudam
Mãos Que Ajudam (em inglês:  Helping Hands) é um programa de serviço comunitário voluntário de A Igreja de Jesus Cristo dos Santos dos Últimos Dias.
Seu nome e logotipo foram usados pela primeira vez por membros da igreja em 1992 durante operações de ajuda no sul da Flórida, depois que o furacão Andrew devastou a cidade de Homestead e outras partes do condado de Miami-Dade. O programa, no entanto, foi oficialmente em 1998, inicialmente em países do Cone Sul da América do Sul (Argentina, Paraguai, Uruguai e Chile). Em agosto do ano 200, o programa foi oficialmente fundado no Brasil.
As atividades realizadas pelo Mãos Que Ajudam são variadas e incluem a limpeza, manutenção e mutirões de reformas e reparos de espaços públicos, arrecadação e distribuição de doações, orientação ao mercado de trabalho, campanhas de saúde e apoio às vítimas de desastres naturais.
Em maio de 2024, por exemplo, o projeto serviu na distribuição da arrecadação feita pela Igreja, com cerca de 2,5 mil toneladas de alimentos, 48 mil litros de água potável, 5 mil kits de higiene e limpeza, 400 filtros de água e cerca de 5 mil itens de roupa de cama transportados por três aviões da companhia aérea Azul para as vítimas das enchentes no Rio Grande do Sul no Brasil.
O programa é aberto a todos os interessados, independentemente de sua filiação religiosa. Pessoas podem se inscrever através das congregações locais da Igreja de Jesus Cristo dos Santos dos Últimos Dias ou pelo site oficial do programa, onde são divulgadas informações sobre projetos futuros e necessidades específicas.